# Јосиф Леви
Јосиф бен Захарја Леви (Приштина, 10. новембар 1917 – Београд, 3. август 1998) је био српски и југословенски рабин.
Рођен је 10. новембра 1917. године у Приштини, која се у том тренутку налазила под бугарском окупацијом. У породици рабина Захарија и Ребеке (рођене Алкалај), био је најмлађе дете. Основну школу је завршио у родном граду, да би се даље школовао у Јеврејској верској школи у Сарајеву.
Између два рата је био рабин у Вишеграду и Приштини, где је провео и прве године Другог светског рата. Када је капитулирала Италија септембра 1943. године, окупацију Приштине су преузеле немачке снаге. Маја 1944. године, 21. СС брдска дивизија Скендербег, састављена од Албанаца, ухапсила је 281 приштинског Јеврејина и депортовала их у Јеврејски логор Земун на Старом Сајмишту. Међу њима је био и рабин Јосиф Леви са члановима своје породице. Они су касније депортовани у Концентрациони логор Берген-Белзен.
Рабин Леви је преживео рат и вратио се у Приштину, где се запослио као дописник тамошњег листа Борба. Потом, постаје новинар београдске Борбе и почиње да живи у Београду. Радио је као комерцијалиста Интерекспорта од 1953. године до пензије на месту директора сектора 1980. године.
Од 1970. године је добио рабинску службу у Београдској синагоги, где је помагао Цадику Данону, врховном рабину Савеза јеврејских општина Југославије, чији је заменик постао.
Умро је у Београду, 3. августа 1998. године. Сахрањен је на почасној парцели Сефардског гробља Јеврејског гробља у Београду.